# Moviment per l'oficialitat de la llengua asturiana

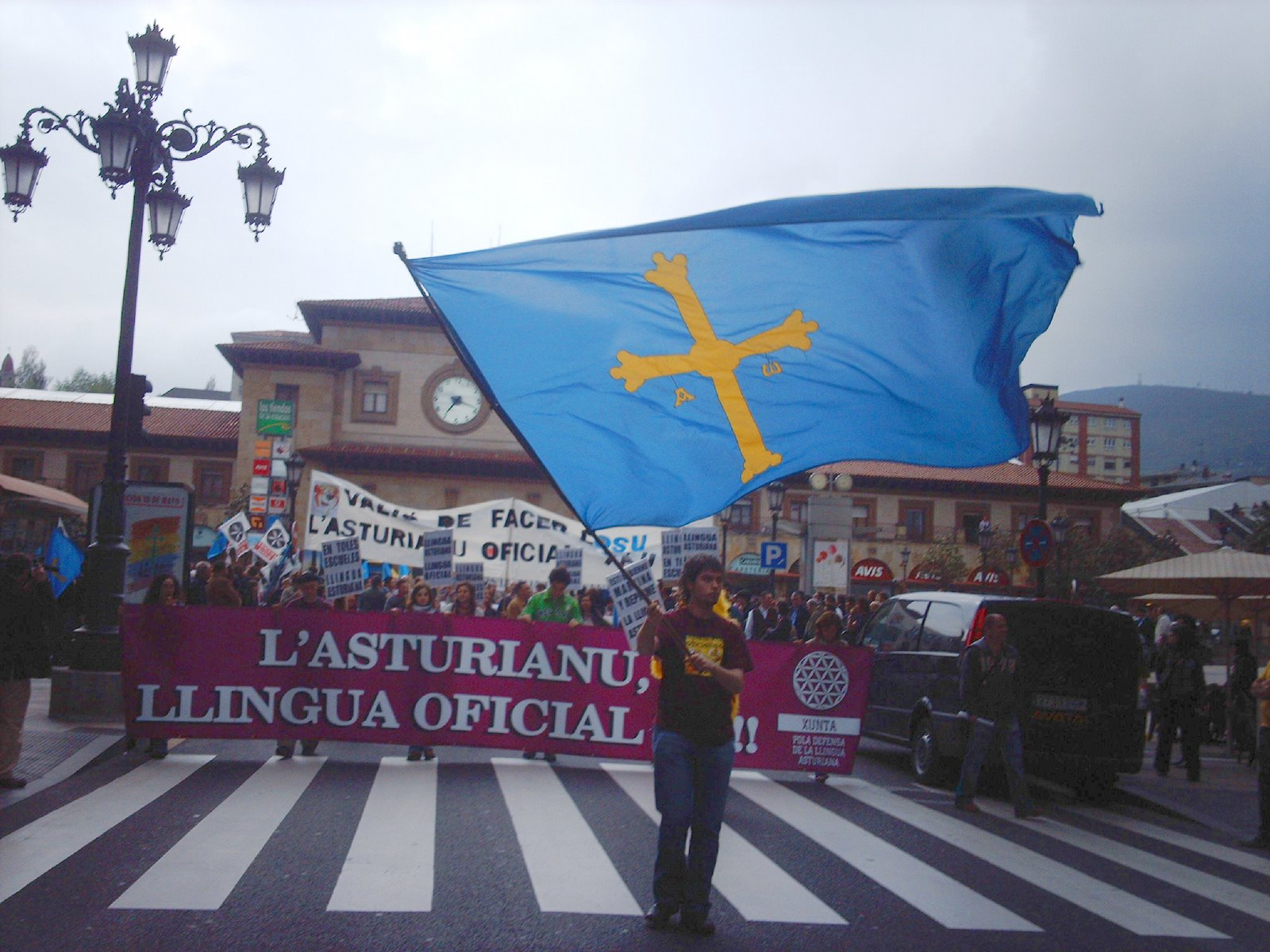
Dia de les Lletres Asturianes del 2007

El moviment per l'oficialitat de la llengua asturiana (asturià: movimientu pola oficialidá de la llingua asturiana) o simplement moviment per l'oficialitat (asturià: movimientu pola oficialidá) és el moviment social o teixit cívic a Astúries que afavoreix que l'estatut d'autonomia reconegui l'asturià com a llengua pròpia, igual que ho fan els d'altres comunitats autònomes d'Espanya.
És el moviment social principal d'Astúries, per damunt d'altres com ara l'ecologisme, l'LGBT o el feminista. Amb tot, sovint hi són afins i els incorporen en el seu discurs.

## Ideologia
El moviment se centra en la idea que l'asturià, com a llengua pròpia d'Astúries, mereix un tracte equiparable al que reben altres llengües pròpies d'altres comunitats autònomes, i defensa que és un patrimoni immaterial que cal perpetuar, conservar i transmetre a les generacions que venen. Així, els qui pensen així veuen l'oficialitat de l'idioma com un pas indispensable en la seva supervivència.
Altres visions dins del moviment, simultànies o paral·leles a la tot just esmentada i no tan compromeses amb la cultura com a patrimoni immaterial sinó en els drets civils dels asturianoparlants, remarquen la falta de drets lingüístics a exercir quan hom accedeix a l'administració pública, per exemple.
En llur argumentari també consta que el mirandès, una altra varietat lingüística del sistema asturlleonès, és d'ençà del 29 de gener de 1999 oficial a Portugal. Va obtenir aquest estatus per unanimitat i es considera que ha rebut un tracte més curós per part de l'Estat que no pas l'asturià.

## Història
Malgrat que sempre hi va haver certa preocupació en certs sectors d'Astúries entorn de la protecció i l'ús de la llengua asturiana, amb defensors com ara Gaspar Melchor de Jovellanos, que al final del segle xviii difon la idea de crear una Acadèmia Asturiana de Bones Lletres, és en la dècada dels 70 quan sorgeix el moviment per l'oficialitat arran de l'associació cultural Conceyu Bable, que es desenvolupa com el primer eix del moviment reivindicatiu cultural de l'època. Així doncs, el 1976 hi ha la primera manifestació per la llengua, sota el lema Bable nes escueles, autonomía rexonal, atès que les reclamacions en primera instància eren que l'asturià fos considerat llengua, que s'ensenyés a les escoles i, en general, la seva protecció. D'aleshores és la coneguda campanya Bable nes escueles, que consistia en l'elaboració massiva de pintades i grafits arreu d'Astúries per a exigir la inclusió de l'aprenentatge d'asturià en el sistema educatiu.
Després que el gallec, el català, el basc i l'occità assolissin l'estatus de llengua oficial i que la constitució espanyola ho hagués permès, les demandes del moviment es van centrar en aconseguir aquest reconeixement que havien vist negat en l'estatut d'autonomia de 1981.
Les dècades següents, el moviment va anar augmentant a poc a poc la seva influència fins al punt d'arribar a partits que en un principi refusaven la idea de l'oficialitat de l'asturià. Als anys 90, Esquerra Unida es proposaria de lluitar-hi, i el Partit Popular va començar a parlar-ne a les eleccions generals de 2008, en què s'hi va oposar rotundament. Socialment, el moviment va sumant victòries, com la inclusió de la Millor Cançó en Asturià en els premis de l'Acadèmia de la Música, a més de l'aprovació d'una Llei d'ús i promoció de l'asturià el 1998 en la qual l'administració es comprometia jurídicament amb la llengua per primera vegada. Tanmateix, va haver-hi derrotes, entre les quals s'emmarquen el rebuig del Tribunal Constitucional d'Espanya de les declaracions d'oficialitat en diversos ajuntaments asturians, com Llangréu o Bimenes, precisament durant la primera reforma de l'estatut d'autonomia; i la sentència del Tribunal Superior de Justícia del Principat d'Astúries contra l'ordenança de l'ús de l'asturià a Noreña.
D'una altra banda, el 2006 es va replicar la primera campanya per l'asturià, ara titulada 100 murales pola oficialidá. A més del format clàssic, s'han fet campanyes amb el mateix reclam a la xarxa mitjançant el hashtag #Oficialidá que han tingut una rebuda considerablement bona.

## Composició del moviment
El fet que la demanda es circumscrigui a la defensa de la llengua i els drets dels parlants fa que la seva defensa estigui oberta a col·lectius, associacions i individus de tota mena, amb la qual cosa el moviment per l'oficialitat és variat i heterogeni.
Es compon de persones independents i de certa rellevància com músics, catedràtics d'universitat, escriptors, jornalistes i juristes (aquests tres últims grups tenen fins i tot associacions destinades a la promoció d'aquesta demanda). També existeixen associacions cíviques a favor de la llengua, com la Xunta Pola Defensa de la Llingua Asturiana, Iniciativa pol Asturianu i l'Associació Cultural N'Ast. A més, una pila de partits polítics d'àmbit asturià, especialment d'esquerra, com ara Unidá, Andecha Astur i la Unió Asturianista, van escoltar aquesta demanda i la van incorporar al seu programa electoral, igual que Esquerra Unida o alguns sectors minoritaris del Partit Popular i del Partit Socialista Obrer Espanyol. Pel que fa als sindicats nacionals, CSI en general i SUATEA en l'ensenyament són actius dins d'aquest corrent.

El moviment s'uneix col·lectivament a iniciatives conjuntes com les protestes convocades molts anys pel Conceyu Abiertu pola Oficialidá, un projecte de coordinació del moviment impulsat per la Xunta Pola Defensa de la Llingua Asturiana amb el fi d'organitzar esdeveniments i actes entorn de la demanda social d'oficialitat: manifestacions, concentracions, actes, esdeveniments, peticions, confinaments per a exigir l'oferta de l'assignatura d'asturià a les escoles, demandes judicials, conferències de premsa, acampades, classes de carrer d'asturià, pintades, cartells, concerts per l'oficialitat, subhastes d'obres d'art... entre d'altres que s'han realitzat a Astúries periòdicament d'ençà de la dècada dels 70.

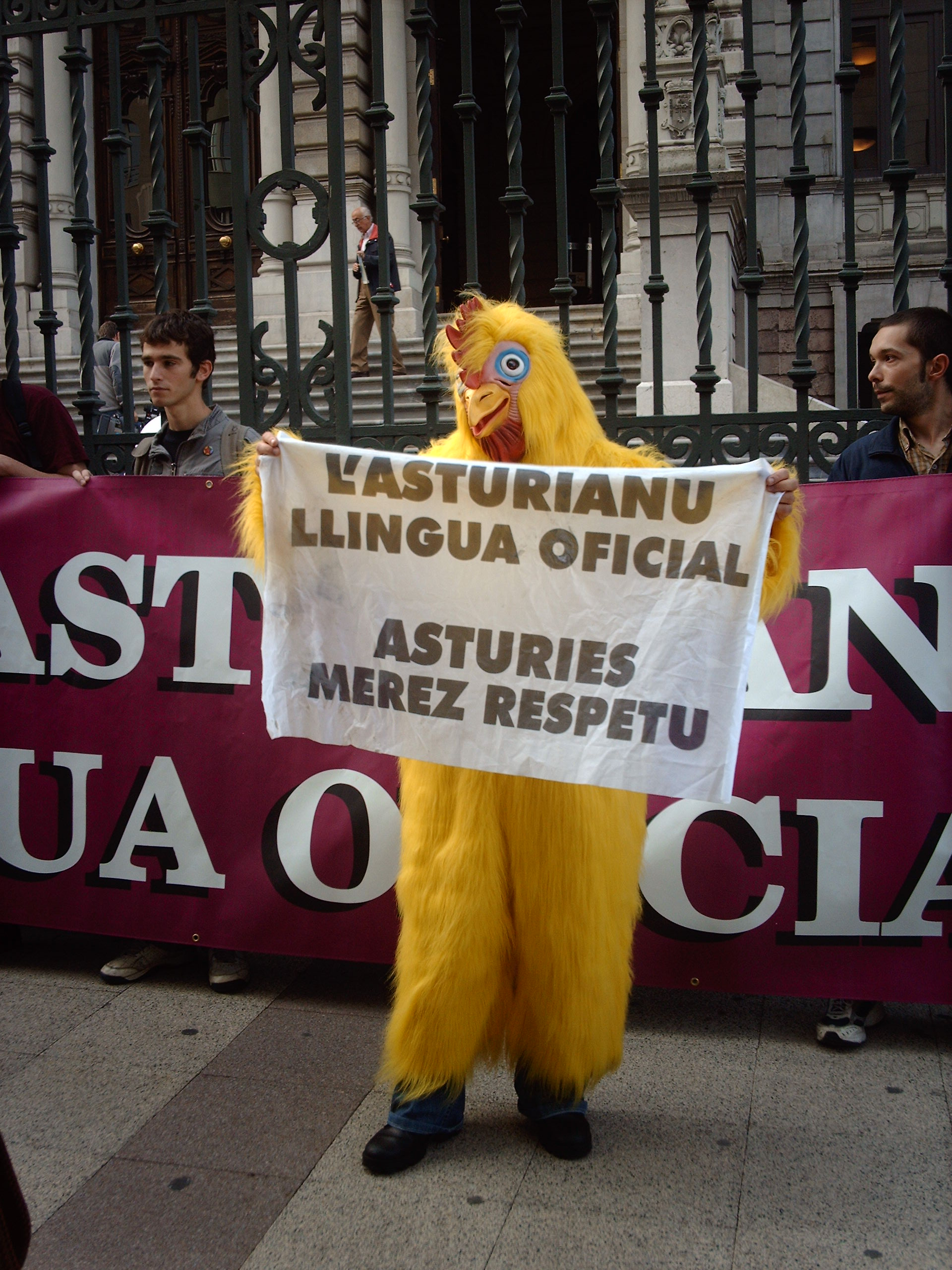
La Pita de la Xunta.

## Curiositats
La Pita de la Xunta és segurament el personatge més famós del moviment, present d'ençà dels anys 2000. Consisteix en un individu disfressat de gallina que acompanya el president d'Astúries en molts dels seus actes o desplaçaments. A més de per la repercussió mediàtica que genera, la Xunta Pola Defensa de la Llingua Asturiana va triar aquest animal com a símbol de la covardia que entenen que comporta la no-inclusió de l'oficialitat en l'Estatut d'Autonomia.